# Лампєєв В'ячеслав Фролович
Лампєєв В'ячеслав Фролович (3 січня 1952 — 15 листопада 2003) — радянський хокеїст на траві.
Бронзовий призер Олімпійських Ігор 1980 року.